# Capparis canescens
Capparis canescens är en kaprisväxtart som beskrevs av Joseph Banks och Dc. Capparis canescens ingår i släktet Capparis och familjen kaprisväxter. Inga underarter finns listade i Catalogue of Life.